# Hummel (sportszergyártó)

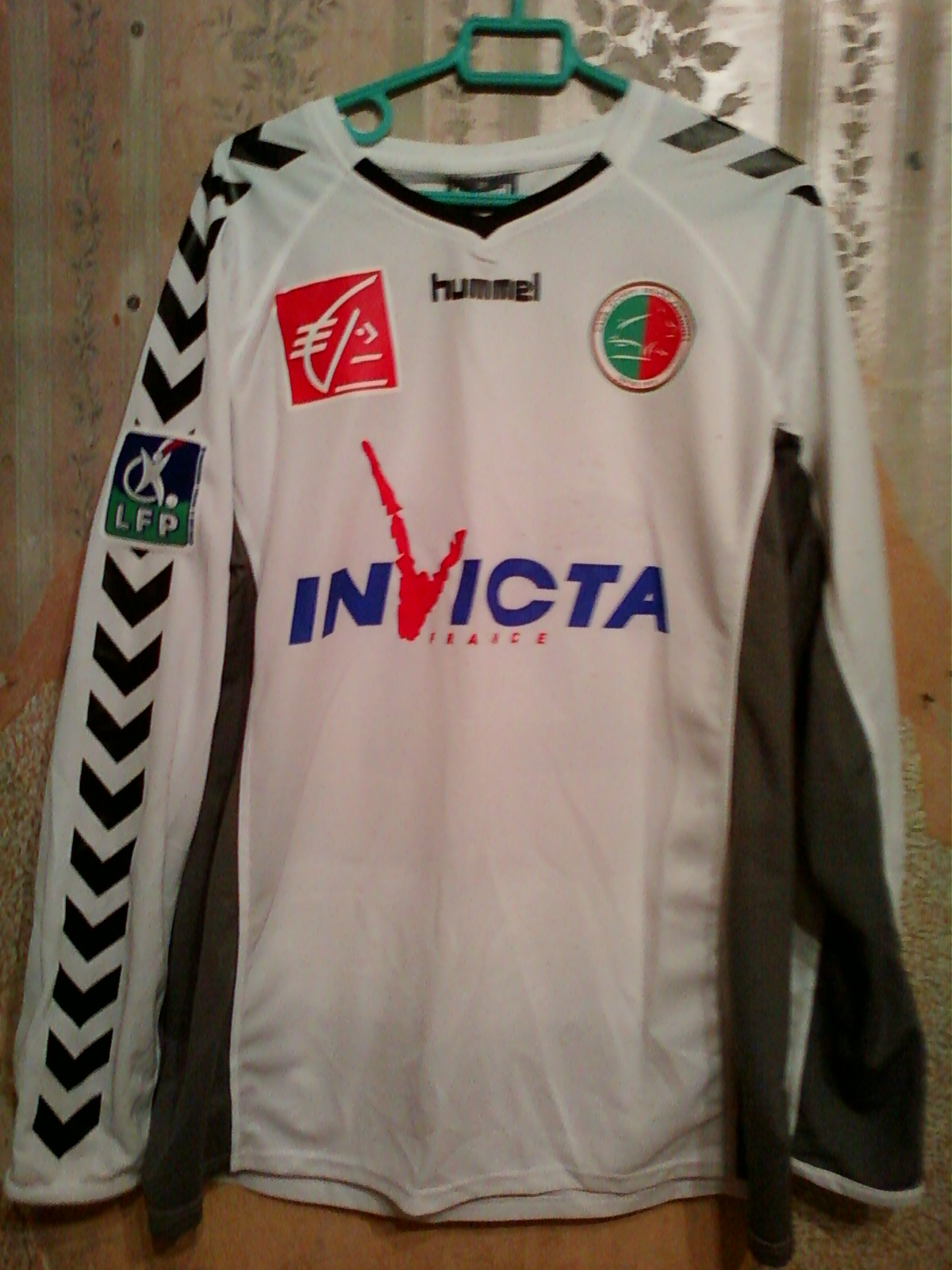
A francia CS Sedan labdarúgócsapatának meze a 2005-06-os szezonban

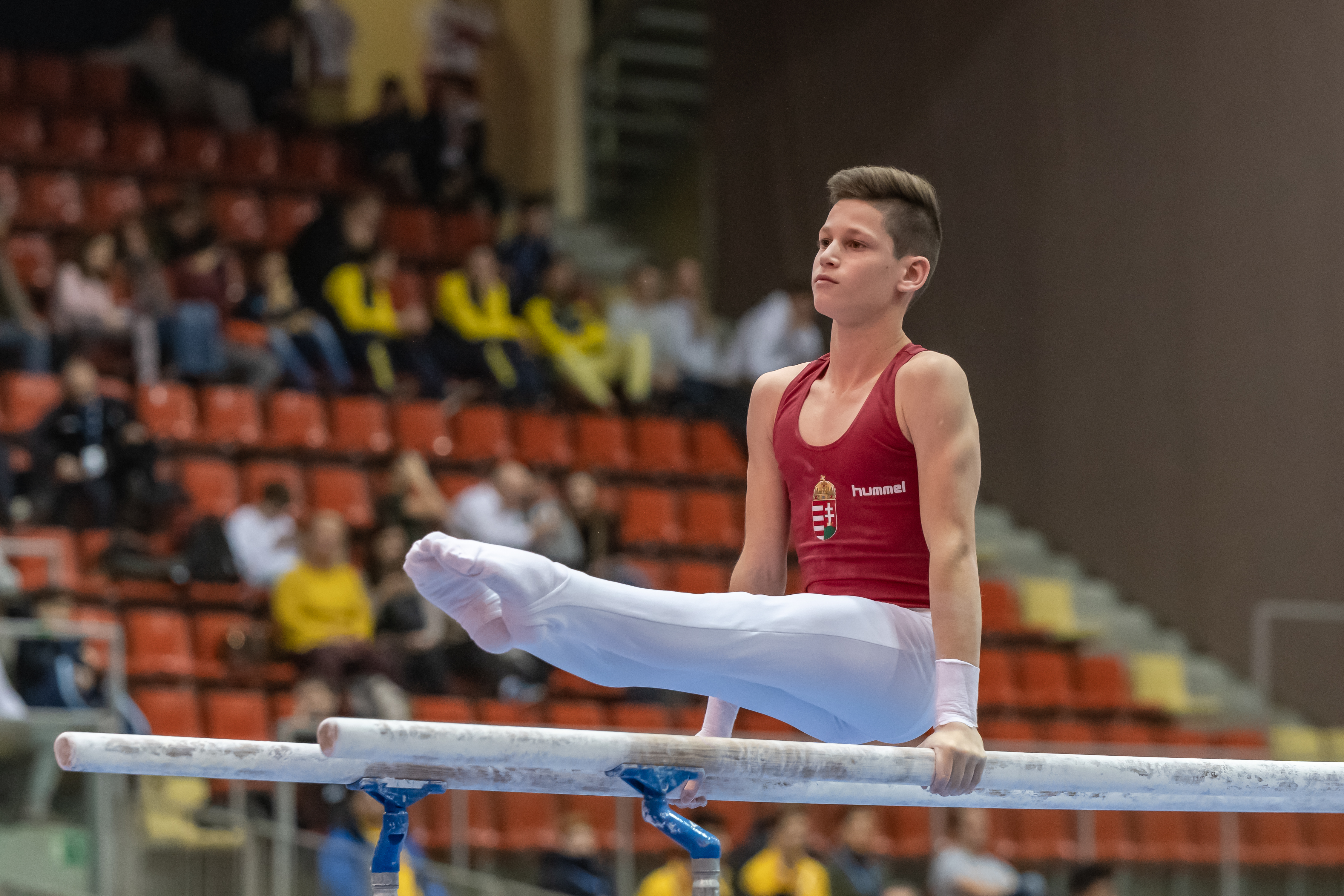
Lázár Bence egy ausztriai korosztályos tornászbajnokságon 2018-ban

A Hummel (saját írásmóddal kisbetűvel: hummel) egy dán tulajdonban lévő sportruházati vállalat, melynek központja Aarhusban van. A vállalat eredetileg a labdarúgófelszerelésekre helyezte a fő hangsúlyt, manapság (2020-as évek) a kézilabdára koncentrál. 2005 óta a sportdivatban és a divatiparban is aktív, 2007-ben elnyerte az Ispo Style Award díját a téli kollekciójáért. A Hummel márkajelzése egymás felett elhelyezett derékszögekből áll. A másik, korábbról származó logója egy poszméh (Hummel) fejét formázza.

## Története
A Hamburgban alapított vállalat 1923-ban kezdett hozzá stoplis futballcipők gyártásához. A gyártóüzem a második világháborúban csaknem teljesen megsemmisült. 1956-ban Bernhard Weckenbrock vette át a Hummelt és a gyártást a Rajna menti Kevelaerbe helyezte át.
Ahogy a kézilabda az 1960-as évektől egyre népszerűbbé vált, úgy választotta egyre több játékos a kis sportmárka lábbelijeit. 1975-ben az üzlet vezetését átvették a dán importőrök és a márka dán tulajdonuvá vált. A 80-as és 90-es években a Hummel olyan nemzetközileg ismert labdarúgóklubok mezszállítója lett, mint a Benfica, a Real Madrid, a Tottenham Hotspur, Feyenoord Rotterdam és a Brøndby IF valamint a dán labdarúgó válogatott öltöztetője is lett.
1999-ben Christian Stadil dán üzletember, a Thornico Group vezérigazgatója vette át a Hummelt.
A 2016-os nyári olimpián már ismét a Hummel volt a dán nemzeti tizenegy mezszállítója.

## Szponzorációk
A Hummel által szponzorált sportegyesületek:

### Kosárlabda
- Saski Baskonia ( Spanyolország)

### Labdarúgás
Nemzeti együttesek
- Afganisztán (2018-ig)
- Dánia (2016 óta)
- Litvánia

Dán bajnokság
- AB Gladsaxe
- AC Horsens
- AGF Aarhus
- Brøndby IF
- Brønshøj BK
- FC Fredericia
- SønderjyskE Fodbold
- Vejle BK

Német bajnokság
- FF USV Jena (női Bundesliga)
- VfB Lübeck (Regionalliga Nord)
- 1. FC Köln (Bundesliga 1, 2022/23-as szezon óta)
- 1. FC Magdeburg (Bundesliga 2, 2023/24-as szezon óta)
- SV Werder Bremen (Bundesliga 1, 2023/24-as szezon óta)
- SSV Jahn Regensburg (Bundesliga 2, 2023/24-es szezon óta)

Egyéb országok
- Canberra United FC ( Ausztrália)
- Deportivo Alavés ( Spanyolország)
- FC Utrecht ( Hollandia)
- GAIS ( Svédország)
- Konyaspor ( Törökország)
- Korona Kielce ( Lengyelország)
- Qatar SC ( Katar)
- Racing Straßburg ( Franciaország)
- Sandnes Ulf ( Norvégia)
- CD Teneriffa ( Spanyolország)
- Charlton Athletic ( Anglia)
- FC Everton ( Anglia)
- UD Las Palmas ( Spanyolország)
- Betis Sevilla ( Spanyolország; 2022/23-as idény óta)
- Southampton F.C. ( Anglia; 2022/23-as szezon óta)
- Clube Desportivo Nacional ( Portugália)

### Kézilabda
- Magyarország

 Balassagyarmati Kábel SE
 Békés-Drén KC
 Moyra-Budaörs Handball (női)
 Csurgó
 Dunaújvárosi Kohász (női)
 Fehérvár KC (női)
 Kecskemét (női)
 CYEB Mizse KC
 Pénzügyőr (női)
 Siófok (női)
 K. Szeged SE (női)
 ARAGO Törökszentmiklósi KE
 Vecsés SE-Él Team
OTP Bank Pick Szeged
| Bundesliga 1 - THW Kiel - SC Magdeburg - Füchse Berlin - TSV GWD Minden - HSG Wetzlar - Frisch Auf Göppingen | Bundesliga 2 - EHV Aue - Dessau-Roßlauer HV - TUSEM Essen - ASV Hamm 04/69 Handball - HSG Nordhorn-Lingen - VfL Lübeck-Schwartau - HG Saarlouis - Wilhelmshavener HV |

| Egyéb ligák - Aalborg Håndbold (Dánia, Jack & Jones Ligaen/1. Liga) - BM Granollers (Spanyolország, Liga ASOBAL/1. Liga) - IFK Kristianstad (Svédország, Handbollsligan/1. Liga) - HBC Nantes (Franciaország, Starligue/1. Liga) - RK Zagreb (Horvátország, Premijer Liga/1. Liga) - RK Vardar Skopje (Észak-Macedónia, Superleague/1. Liga) | Nemzeti együttesek - Lengyelország (férfi csapat) - Szerbia (férfi csapat) - Hollandia (női csapat) |

### Röplabda
- Allianz MTV Stuttgart
- Németország (női és férfi csapat)

### Egyéb szponzorációk
2011 és 2014 között a Hummel látta el szabadidőruházattal a dán Saxo Bank SunGard kerékpárcsapatot, melyben Alberto Contador is versenyzett.
2020 óta a Hummel látja el ruházattal az Astralis E-sportcsapatot.

## Linkek
- Hummel.net – a vállalat honlapja
- Harald Willenbrock: Die Karma-Company. In: brand eins, Nr. 6/2012.

## Fordítás
- Ez a szócikk részben vagy egészben  az   Adidas című német Wikipédia-szócikk ezen változatának fordításán alapul.  Az eredeti cikk szerkesztőit annak laptörténete sorolja fel. Ez a jelzés csupán a megfogalmazás eredetét és a szerzői jogokat jelzi, nem szolgál a cikkben szereplő információk forrásmegjelöléseként.
- Ez a szócikk részben vagy egészben  az   Adidas című angol Wikipédia-szócikk ezen változatának fordításán alapul.  Az eredeti cikk szerkesztőit annak laptörténete sorolja fel. Ez a jelzés csupán a megfogalmazás eredetét és a szerzői jogokat jelzi, nem szolgál a cikkben szereplő információk forrásmegjelöléseként.